# Вещиците
„Вещиците“ (на италиански: Le streghe) е италиански антологичен филм – комедия от 1967 година, съдържащ пет отделни сегмента без сюжетна връзка помежду им. Продуциран е от Дино Де Лаурентис и е режисиран от Лукино Висконти, Мауро Болонини, Пиер Паоло Пазолини, Франко Роси и Виторио Де Сика. Силвана Мангано участва и в петте сегмента в ролите на вещицата под различна форма.

## Сюжет

### Вещицата, изгорена жива
Първата новела е най-дълга от петте, приблизително една трета от цялата дължина на филма. Силвана Мангано играе актриса и манекенка суперзвезда, която отива в планински курорт (Кицбюел), само за да разбере, че заможните обитатели имат предубедена представа за публичната ѝ личност. Всички жени ревнуват от нея, а мъжете до един искат да спят с нея, но тя самата иска да бъде оставена на мира.

### Гражданско съзнание
Епизодът не е точно новела, а по-скоро кратък гиг, в който Силвана Мангано предлага да закара в болница ранен в автомобилна катастрофа шофьор на камион. Карайки много бързо и рисковано през града, тя не спира там, където биха му оказали помощ.

### Земята, видяна от Луната
Този комикс епизод разказва как току-що овдовял баща и неговият син пътуват из страната в търсене на нова съпруга и майка. След дълъг период те намират буквално безмълвната Мангано. Тя донася радост в живота им, но те са бедни и за да направят живота си по-добър, съставят схема за бързо забогатяване.

### Сицилианката
В този кратък епизод сицилианска жена казва на баща си, че един мъж ѝ е направил предложение, на което той отвръща с избиването на семейството.

### Обикновена вечер
В новелата става дума за отегчена съпруга (Мангано), която напразно се опитва да накара съпруга си да осъзнае, че вече не е така влюбен така, както е бил. Епизодът е изпъстрен с комедийни любовни сцени, които се въртят около миналите любовни периоди на двойката и мечтите за това какъв би могъл да бъде животът им.

## Епизоди и режисьори
| Режисьор            | Име                        | Име в оригинал            |
| ------------------- | -------------------------- | ------------------------- |
| Лукино Висконти     | „Вещицата, изгорена жива“  | La strega bruciata viva   |
| Мауро Болонини      | „Гражданско съзнание“      | Senso civico              |
| Пиер Паоло Пазолини | „Земята, видяна от Луната“ | La Terra vista dalla Luna |
| Франко Роси         | „Сицилианката“             | La siciliana              |
| Виторио Де Сика     | „Обикновена вечер“         | Una serata come le altre  |

## В ролите

### Вещицата, изгорена жива
| Актьор          | Роля             |
| --------------- | ---------------- |
| Силвана Мангано | Глория           |
| Ани Жирардо     | Валерия          |
| Франсиско Рабал | мъжът на Валерия |
| Масимо Джироти  | Спортсмен        |
| Елза Албани     | Клюкарка         |
| Хелмут Бергер   | Сервитьор        |

### Гражданско съзнание
| Актьор          | Роля             |
| --------------- | ---------------- |
| Силвана Мангано | Дамата           |
| Алберто Сорди   | Шофьор на камион |
| Пиеро Торизи    | Батман           |

### Земята, видяна от Луната
| Актьор          | Роля                |
| --------------- | ------------------- |
| Силвана Мангано | Абсурдина Кай       |
| Тото            | Чинчикато Миао      |
| Нинето Даволи   | Бачиу Миао          |
| Лаура Бети      | Туристка            |
| Луиджи Леони    | Мъжът на туристката |

### Сицилианката
| Актьор          | Роля   |
| --------------- | ------ |
| Силвана Мангано | Нунция |
| Пиетро Торди    | Бащата |

### Обикновена вечер
| Актьор          | Роля     |
| --------------- | -------- |
| Силвана Мангано | Джована  |
| Клинт Истууд    | Съпругът |